# Средиці Горнє
46°02′ пн. ш. 16°49′ сх. д. / 46.03° пн. ш. 16.82° сх. д.
Средиці Горнє (хорв. Sredice Gornje) — населений пункт у Хорватії, в Б'єловарсько-Білогорській жупанії у складі громади Капела.

## Населення
Населення за даними перепису 2011 року становило 159 осіб.
Динаміка чисельності населення поселення: